# Rosora
Rosora – miejscowość i gmina we Włoszech, w regionie Marche, w prowincji Ankona.
Według danych na styczeń 2010 gminę zamieszkiwało 1935 osób przy gęstości zaludnienia 205,4 os./1 km².